# Jazz (àlbum)
Jazz és el setè àlbum de la banda de rock britànica Queen, editat i produït l'any 1978. És un treball amb molts matisos dins del rock anglès, aquest en particular és curiosament notable, ja que la banda al costat de Roy Thomas Baker (coproductor de Jazz i més endavant de Live Killers) va aconseguir incloure una rara però interessant selecció de temes de diferents estils musicals.
A la cançó "Mustapha" la majoria de les paraules que componen la lletra són simples improvisacions imitant la fonètica persa o "Jealousy" on s'inclouen arranjaments d'instruments Hindús, a "Dreamer's Ball" hi ha una tendència notable cap al blues, però sempre mantenint el so i estil que va caracteritzar a la banda.
"Bicycle Race" i "Don't Stop Me Now" avui dia formen part d'aquells temes que caracteritzen una època de la banda i del rock en general. El primer va ser per aquell temps un tema polèmic, no per la lletra, sinó pel seu vídeo on es mostren centenars de noies nues caminant amb bicicleta. I pel que fa al segon, va ser el tema que va obrir a Queen les portes de bat a bat al mercat dels Estats Units.
Cal destacar que quant a la composició general d'aquest LP tots els integrants van tenir una gran participació, a més de la tasca destacable de John Deacon en escriure (cosa inusual atès que la majoria de les lletres van ser escrites per Mercury i Brian May). Es diu que Roger Taylor hauria dissenyat la part artística inspirant-se en un dibuix del mur de Berlín que acabaria inspirant la portada del disc.

## Recepció
La reacció de la crítica va incloure crítiques mordaces per part de mitjans com Rolling Stone o Creem. Va ser objecte d'una acarnissament per Dave Marsh, que incloïa el suggeriment que "Queen pot ser la primera banda de rock veritablement feixista". Paul Rees del "Q" va concedir quatre estrelles i va escriure: "El seu àlbum més subestimat, com una "A Night at the Opera" toca una varietat salvatge d'estils musicals."

## Llista de cançons
| 1. | «Mustapha»               | Freddie Mercury | 3:01 |
| 2. | «Fat Bottomed Girls»     | Brian May       | 4:16 |
| 3. | «Jealousy»               | Mercury         | 3:14 |
| 4. | «Bicycle Race»           | Mercury         | 3:01 |
| 5. | «If You Can't Beat Them» | John Deacon     | 4:15 |
| 6. | «Let Me Entertain You»   | Mercury         | 3:01 |

| 7.  | «Dead on Time»            | May          | 3:23 |
| 8.  | «In Only Seven Days»      | Deacon       | 2:30 |
| 9.  | «Dreamer's Ball»          | May          | 3:30 |
| 10. | «Fun It»                  | Roger Taylor | 3:29 |
| 11. | «Leaving Home Ain't Easy» | May          | 3:15 |
| 12. | «Don't Stop Me Now»       | Mercury      | 3:29 |
| 13. | «More of That Jazz»       | Taylor       | 4:16 |

| 14. | «Fat Bottomed Girls» (1991 bonus remix per Brian Malouf) | 4:22 |
| 15. | «Bicycle Race» (1991 bonus remix per Junior Vasquez)     | 4:59 |

| 1. | «Fat Bottomed Girls» (versió del single)                        | 3:23 |
| 2. | «Bicycle Race» (instrumental)                                   | 3:09 |
| 3. | «Don't Stop Me Now» (amb guitarres llargues i perdudes)         | 3:34 |
| 4. | «Let Me Entertain You» (directe a Montreal, Novembre de 1981)   | 2:48 |
| 5. | «Dreamers Ball» (gravació primerenca en acústic, agost de 1978) | 3:40 |

| 6. | «Bicycle Race» (vídeo actuació promocional, 1978)         |  |
| 7. | «Fat Bottomed Girls» (directe a Milton Keynes Bowl, 1982) |  |
| 8. | «Let Me Entertain You» (directe al Japó, 1979)            |  |

## Membres
- Freddie Mercury: veu principal i cors, piano, timbre de bicicleta a "Bicycle Race"
- Brian May: guitarra elèctrica i guitarres acústiques, cors, piano, veu co-principal a "Fat Bottomed Girls" i veu principal a "Leaving Home Ain't Easy", timbre de bicicleta a "Bicycle Race"
- Roger Taylor: bateries, percussió, cors, guitarra elèctrica i baix a "Fun It" and "More of That Jazz", veu principal a "Fun It" and "More of That Jazz", timbre de bicicleta a "Bicycle Race"
- John Deacon: baix, guitarra elèctrica i acústica a "In Only Seven Days", timbre de bicicleta a "Bicycle Race"

Enginyers de so:
- Geoff Workman
- John Etchells

## Llista de vendres
| Llistes (1978)             | Lloc més alt |
| -------------------------- | ------------ |
| Austria                    | 8            |
| Canadà                     | 13           |
| Països Baixos              | 3            |
| França                     | 7            |
| Alemanya                   | 5            |
| Nova Zelanda               | 20           |
| Noruega                    | 6            |
| Suècia                     | 6            |
| Regne Unit                 | 2            |
| Estats Units Billboard 200 | 6            |